# 비정규군

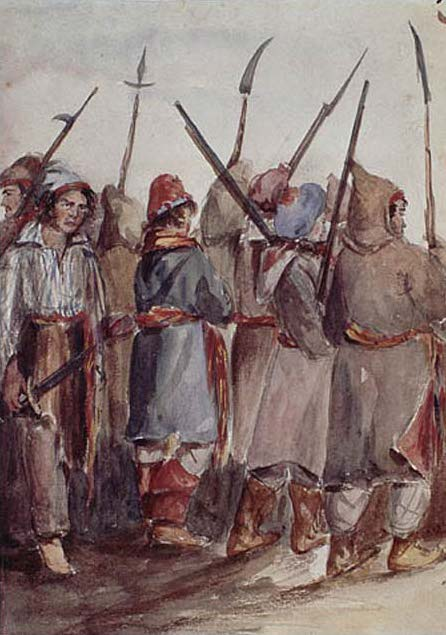
19세기 로어캐나다 퀘벡 보하르누아의 비정규군.

비정규군(非正規軍)은 국가의 공식적인 군대인 정규군과 다르게 정식으로 군 편제에 속하지 않은, 개인이나 집단을 말한다.

## 같이 보기
- 비대칭전
- 자원병
- 비재래전